# Давид Иерохам
Давид Нисим Иерохам е психиатър, психотерапевт, психодрама-терапевт, университетски преподавател по психиатрия, психотерапия и артистични психо-социални практики, автор на публикации в областта на психиатрията, психотерапията и културата.

## Семейство
Давид Нисим Иерохам е роден на 15 февруари 1947 година в София в семейството на Нешо (Нисим) Давидов Иерохам и Стела (Естер) Нисим Иерохам. Баща му Нешо Давидов е журналист и публицист. Автор е на редица статии и книги, между които „Старите френски мислители“, „От Платон до Маркс“, „Айхман и айхмановците пред съда на народите“, „„Модерни“ утопии или къде свършва културата?“, „История и белетристика“ и др. Дядо му по бащина линия Давид Исак Иерохам е бил адвокат и общественик, член на Централния комитет на Българската работническа социалдемократическа партия (БРСДП) и депутат от Отечествения фронт (ОФ) в XXVI обикновено народно събрание 1945 – 46 година. Бил е председател на Централна Консистория на евреите в България до 1951 година.

## Обучение
Давид Иерохам завършва медицина през 1971 година в Медицинска академия (днес Медицински университет – София) в София и специализира психиатрия.
От 1982 до 1990 година специализира Психотерапия – системен подход, групова и семейна психотерапия – под ръководството на проф. д-р Георгиу Василиу и д-р Васу Василиу към Института за човека (Athenian Institute of Anthropos), Атина.
От 1989 до 1994 година се обучава по Психодрама, социометрия и групова терапия в София в група на Габриеле Висман-Брун (Швайцария) и д-р Йоран Хьогберг (Швеция) и през 1994 година е първият дипломиран български психодрама-терапевт към Европа институт по психодрама (Psychodrama-Institute for Europe Архив на оригинала от 2017-03-22 в Wayback Machine.) (Германия) и Стокхолмската академия по психодрама (Швеция).

## Професионален опит
От 1974 до 1977 година работи като ординатор и завеждащ отделение към Психиатричната болница – гара Карлуково (днес Държавна психиатрична болница Карлуково).
През 1977 е работи като ординатор и завеждащ кабинет в Градски психо-неврологичен диспансер, София.
От 1978 до 1993 година работи като асистент и главен асистент към IV Психиатрична клиника – кв. Суходол, Катедра по психиатрия, Научен институт по неврология, психиатрия и неврохирургия (НИНПН) към Медицинска академия, София.
От 1993 до 2000 година работи като завеждащ отдел „Тренинг и образователни програми“ към Центъра за военна психология и психопрофилактика към Министерство на отбраната (МО), София.
От 1990 година насам е хоноруван преподавател по психология и психологически тренинг към Театрален колеж „Любен Гройс“, София.
От 1995 година работи индивидуална и групова психотерапия.
През 1997 е съ-председател на Първия френско–български конгрес по психоанализа в София.
През същата година (1997) основава Фондация „Психотерапия 2000“, която през 1998 година става член на Федерацията на европейските психодрама тренинг организации (FEPTO) с личната препоръка на д-р Грета Лойц (Grete Leutz) – ученик на Джейкъб Леви Морено (Jacob Levi Moreno).
През 2001 е преподавател в международната Лятна академия за изпълнителски изкуства – София, където води курс „Психодрама на приказки, митове и сънища“.
От 2001 of 2004 година е супервизор и консултант на международна програма „Изкуство за социална промяна“ на Центъра за култура и дебат „Червената къща „Андрей Николов“ и Европейската културна фондация.
През 2002 година създава (заедно с Цветелина Йосифова) Магистърска програма „Артистични психо-социални практики“ към Нов български университет (НБУ), в която преподава оттогава насам. През 2013 година програмата се преименува на „Артистични психо-социални практики и психодрама“.
От 2005 година насам е супервизор и консултант на социалните и образователни програми на Центъра за култура и дебат „Червената къща „Андрей Николов“.
В работата си като психотерапевт търси сприятеляване между теорията на обектните отношения, психодрамата и груповата анализа и развива екзистенциалните подходи в психотерапията. Застъпник е на схващането, че психотерапията е самостоятелна научна и професионална област, различна от психиатрията и психологията.

## Отличия
2010 година – Годишната награда на Българска асоциация по приложна психология (БАПП) за цялостен принос
2015 година – Годишната награда на Българската асоциация по психотерапия (БАП) за цялостен принос към развитието на психотерапията в България

## Членства
1990 година – Съ-учредител на Българското дружество по психодрама и групова терапия (БДПГТ) и Председател на Управителния съвет на дружеството през периода 1994 – 1998 година.
1993 година – Съ-учредител на Българска асоциация по психотерапия и психологично консултиране (БАПКК), която през 2006 година се преименува на Българска асоциация по психотерапия (БАП).
2013 година – Съ-учредител и член на Управителния съвет на Българско общество по групова анализа и групови процеси.

## Публикации
5-те случая на Зигмунд Фройд
Относно г-ца Анна О. (2016). Послеслов към „Анна О. Към психотерапия на хистерията“ от Зигмунд Фройд и Йозеф Бройер. Издателска къща „Критика и хуманизъм“ и Издателска къща „Стигмати“ 2016
Да си роден на Рождество (2013). Послеслов към „Човекът с вълците – из историята на една инфантилна невроза" от Зигмунд Фройд. Издателска къща „Критика и хуманизъм“ и Издателска къща „Стигмати“ 2013
Лунатикът от лудницата „Зоненщайн“ (2012). Послеслов към „Председателят Шребер – психоаналитични бележки върху един автобиографично описан случай на параноя“ от Зигмунд Фройд. Издателска къща „Критика и хуманизъм“ и Издателска къща „Стигмати“ 2012
Какво научи Зигмунд Фройд от Малкия Ханс? (2011). Послеслов към „Малкият Ханс – анализа на фобията на едно петгодишно момче“ от Зигмунд Фройд. Издателска къща „Критика и хуманизъм“ и Издателска къща „Стигмати“ 2012
Човекът, който отказа да бъде плъх (2010). Послеслов към „Човекът плът – бележки относно един случай на натраплива невроза“ от Зигмунд Фройд. Издателска къща „Критика и хуманизъм“ и Издателска къща „Стигмати“ 2010
Психоаналитичният театър (2010). Послеслов към „Дора – фрагмент от анализата на един случай на хистерия“ от Зигмунд Фройд. Издателска къща „Критика и хуманизъм“ и Издателска къща „Стигмати“ 2010
```
Още към Зигмунд Фройд
```

На разсън/мване (2013). Послеслов към „Тотем и табу – някои сходства в психичния живот на диваците и невротиците“ от Зигмунд Фройд. Издателска къща „Критика и хуманизъм“ 2013
```
Психодрама, социометрия и групова терапия
```

Изкуството да организираш сцената (2014). Предговор към „Драматизирайки-Аза практически приложения на психодраматичния метод". Издателство „Фондация „Кентавър Арт“ 2014
За психодрамата, говорейки (2010). Представяне на метода „Психодрама, социометрия и групова терапия“ по време на 4-та Национална конференция по психотерапия (9 – 11 април 2010, Варна)
From Mask to Roles (lecture) (1994). 3rd International Conference – Gelhauzen. Psychodrama Institute for Europe, 1994
Терапевтът и неговият дубльор (1994). С-ние „Психология“ 1994, 2 45 – 63
Ieroham, D. Genchev Evg. Atanassov, N. Psychodrama in Bulgaria. XI th International Congress of Group Psychotherapy. Montreal, 1992
Иерохам, Давид. Варсанова, Ани. Социодрама: Приложение в семейната терапия (1991); Работен тренинг. Шести конгрес по психиатрия, София, 1991

## Статии и публицистика
Съвременният човек е излъганият човек (2012). Капитал Light, януари 2012
Този ад води в рая (2010). Капитал Light, юни 2010
Не/нормалността, която ни свързва (2004). С-ние „Критика и хуманизъм“, тема на броя: „Норма и патология“; кн. 17, бр. 1/2004
Bulgarian Project in Demand Reduction Staff Training (report), Strasbourg, 2002
Капитани на собствения си кораб (2001). С-ние „Образование и кариера“ бр. 1, 1, 2001
Предговор (1999) към Деларьош, П. Да се говори, играейки. Издателство „Лик“, 1999
Истината е полезна за психическото здраве на човека. В-к „Капитал“, декември 1996
Не всичко е в ръцете на политиците (1994). С-ние „Съвременник“ 1994 ХХІІ брой 3 399 – 406
Приказки за бащи (1993). С-ние „Магазин за родители“, бр. 1, 1993
Деонтологични проблеми при СПИН (1989). Конференция по медицинско право, София, 1989
Един парадоксален терапевтичен подход при алкохолизма (1985). В: Сборник материали от IV Национална конференция по психотерапия – Враца, декември 1985
Indications for Group Therapy with Alcoholics. Symposium of the Socialist countries (1985). Budapest, 1985
An Attempt at Group Therapy with Alcoholics (1985). European congress for the prevention of alcoholism and drug dependencies. 1985. pages 46 – 49
Социално-психологически мотиви на пушачи за лечение (1983). Проблеми на тютюнопушенето и алкохолизма, Пловдив, 1983
Някои проблеми свързани с психотерапията при алкохолизма (1983). НИНПН 1983 ХІ кн. 1
Психотерапевтичният договор при алкохолизма (1982). Научна конференция по психотерапия – Раднево, май 1982
Проучване върху клиниката и диспансеризацията на алкохолно болни с епилептични припадъци (1980). Бюлетин НИНПН 1980 8 Зкн. 43 – 47
Клинични аспекти на епилептични припадаци при алкохолната болест (1980). Неврология, психиатрия и неврохирургия 1980 / 19 / 5 392 – 395

## Интервюта
Тъжният човек може да убие себе си и приятелката си, но не и да катастрофира цял самолет. БНР, март 2015
Досиетата са срамна история Архив на оригинала от 2017-02-11 в Wayback Machine. В-к „Политика“, юли 2007
Първата книга за осиновяването, написана за деца. Представяне на книгите на Десилава Божкова „Осиновярването или как осиновиха точно мен“ и нейния близнак „Осиновярването“, Издателска къща „Критика и хуманизъм“, юни 2014

## Филми и други форуми с негово участие
Класическите случаи на Зигмунд Фройд – Случай 0 и дързостта на мисленето: АННА О. Център за култура и дебат "Червената къща „Андрей Николов“, Издателска къща „Критика и хуманизъм“, Издателска къща „Стигмати“ и Магистърска програма „Артистични психо-социални практики и психодрама“, май 2015
Тоталитаризмът и демокрацията прочетени през женското тяло (2014). Център за култура и дебат "Червената къща „Андрей Николов“; април 2014
5-те класически случая на Фройд: да затвориш кръга (2013). Център за култура и дебат "Червената къща „Андрей Николов“, Издателска къща „Критика и хуманизъм“, Издателска къща „Стигмати“ и Магистърска програма „Артистични психо-социални практики и психодрама“
За чувствата и развитието на психичното (2012). Форум „Здраве“ на Горичка; март 2012
Намерените деца (2007). Документален, цветен, 27 мин. Реж. Иван Николов. Globul Cosmote Group 2007
Мъжът в преход (2004) Дискусия към едноименен проект. Гьоте-институт България, април 2004